# Meteorus brevis
Meteorus brevis är en stekelart som beskrevs av Charles Thomas Brues 1933. Meteorus brevis ingår i släktet Meteorus och familjen bracksteklar. Inga underarter finns listade i Catalogue of Life.